# Samura
Samura is een bestuurslaag in het regentschap Karo van de provincie Noord-Sumatra, Indonesië. Samura telt 3636 inwoners (volkstelling 2010).